# Lord presidente del Consejo
La lord presidenta del Consejo (en inglés: Lord President of the Council) es la cuarta de los grandes oficiales de Estado, después del lord tesorero y antes del lord del Sello Privado. La Lord Presidenta del Consejo es la encargada de presidir sobre las reuniones del Consejo Privado, en la práctica el Gabinete del Gobierno del Reino Unido, además de presentar al Rey las deliberaciones realizadas por el Consejo. El cargo lo ocupa, desde julio de 2024, Lucy Powell.
En la práctica, el puesto es considerado como un cargo de confianza, otorgado a miembros de alguna de las dos Cámaras, que, por convención, no ocupan un puesto ejecutivo en el Gabinete, pero que el primer ministro desea que asistan a las reuniones por su relevancia.

## Historia del cargo
El Consejo Privado se reúne una vez al mes, sin importar la ubicación del Soberano en ese momento, para dar una aprobación formal a las Órdenes en el Consejo. Solo unos pocos consejeros privados necesitan asistir a tales reuniones, y únicamente están capacitados para hacerlo a petición del Gobierno y de su primer ministro. Debido a que los deberes del Lord Presidente no son onerosos, el cargo normalmente ha sido entregado a personas que no ocuparen posiciones ejecutivas o de mando. A lo largo de las últimas décadas, se ha hecho común que el cargo de Lord Presidente del Consejo sea ocupado por el Líder del Partido que ocupa Downing Street, en la Cámara de los Comunes o en la de los Lores.
A diferencia de algunos de los otros Grandes Oficiales de Estado, la oficina del Lord Presidente no tiene una gran antigüedad, ya que el primer nombramiento para la oficina fue el del duque de Suffolk en 1529. Antes de 1679, hubo varios períodos en los que la oficina quedó vacante.
En el siglo XIX, el Lord Presidente era generalmente el miembro del gabinete responsable del sistema educativo, entre otras funciones. Este rol se redujo gradualmente a fines del siglo XIX y principios del XX, pero aún quedan algunos restos, como la supervisión de la gobernanza de varias universidades.
En tiempos de gobierno nacional o de coalición, el cargo de Lord President ha estado a veces en manos del líder de un partido minoritario (por ejemplo, Baldwin 1931-1935, MacDonald 1935-1937, Attlee 1943-1945, Clegg 2010-2015).
A su vez, el Lord Presidente del Consejo desempeñó un papel particularmente vital durante la Segunda Guerra Mundial, al formar un comité que actuó como centro de intercambio de información que se ocupó de los problemas económicos del país. Esto fue vital para el buen funcionamiento de la economía de guerra británica y, en consecuencia, todo el esfuerzo de guerra británico.
Winston Churchill, creyendo claramente que esta función de coordinación durante el tiempo de guerra era beneficiosa, introdujo un sistema similar pero ampliado en los primeros años de su liderazgo en la posguerra. Los llamados 'ministros superiores' incluían a Frederick Leathers como 'Secretario de Estado para la Coordinación de Transporte y Combustibles' y Frederick Marquis, 1.er Barón Woolton como Lord Presidente. El trabajo de Woolton era coordinar los entonces ministerios separados de agricultura y alimentación. El historiador Peter Hennessy cita en una tesis doctoral de Michael Kandiah que Woolton fue "posiblemente el más exitoso de los Grandes Oficiales" en parte porque sus ministerios estaban bastante relacionados. De hecho, se fusionaron en 1955 como el Ministerio de Agricultura, Pesca y Alimentación.
En varias ocasiones desde 1954, los ministros no británicos han servido brevemente como Lord Presidentes interinos del Consejo, únicamente para presidir una reunión del Consejo Privado celebrada en un reino de la Commonwealth.</ref> Ejemplos de esta práctica son las reuniones en Nueva Zelanda en 1990 y 1995, cuando Geoffrey Palmer y James Bolger, respectivamente, eran los Lores Presidentes interinos.
Antes de las elecciones generales del Reino Unido del 2010, el Lord Presidente era Peter Mandelson, quien también fue Primer Secretario de Estado y Secretario de Estado de Negocios, Innovación y Habilidades. Esta fue la primera vez que el Lord Presidente no era el líder de una de las dos Cámaras desde el período del 20 de octubre de 1963 al 16 de octubre de 1964, cuando Quintin Hogg, después de renunciar a su puesto como líder de la Cámara de los Lores, ocupó el cargo junto con las oficinas del ministro de Deportes y, desde el 1 de abril de 1964, también del Secretario de Estado para la Educación y la Ciencia.